# Pagurolepas atlantica
Pagurolepas atlantica is een rankpootkreeftensoort uit de familie van de Poecilasmatidae. De wetenschappelijke naam van de soort is voor het eerst geldig gepubliceerd in 1974 door Keeley & Newman.